# 墨西哥电影
墨西哥電影是墨西哥的電影文化。墨西哥電影歷史可以追溯到十九世紀末至二十世紀初，部分新媒體的電影愛好者記錄了歷史事件，特別是墨西哥革命。 在墨西哥電影黃金時代，墨西哥除了主宰了拉丁美洲的電影業。
瓜達拉哈拉國際電影節是最負盛名的拉丁美洲電影節，每年在墨西哥瓜達拉哈拉舉行。 墨西哥在坎城影展兩次獲得了最高榮譽，1946年以María_Candelaria獲得Grand Prix du Festival International du Film，1961年维莉蒂安娜獲得金棕榈奖。
墨西哥城是北美第四大電影和電視製作中心，位於洛杉磯，紐約市和溫哥華以及拉丁美洲最大的電影和電視製作中心。